# Peter M. Herzig
Peter M. Herzig (* 4. August 1954 in Wesel) ist ein deutscher Geologe, Geochemiker und Mineraloge.
Herzig studierte Geologie und Mineralogie an der RWTH Aachen mit dem Diplom 1983 (mit Kartierungen in Südspanien und Zypern), der Promotion 1986 und der Habilitation 1992 und wurde Privatdozent für Mineralogie, Geochemie und Lagerstättenlehre. Während des Studiums war er auch zur Uranerzexploration in Kanada und arbeitete am Cyprus Crustal Study Project. Von 1987 bis 1989 war er als Fedor-Lynen-Stipendiat an der Universität Toronto. Seit 1989 Assistent am Institut für Mineralogie der RWTH Aachen. 1992 war er Gastprofessor beim Geological Survey of Canada und 1993 wurde er Professor für Petrologie und Lagerstättenlehre an der Technische Universität Bergakademie Freiberg, an der er von 1997 bis 1999 Dekan der Fakultät für Geowissenschaften, Geotechnik und Bergbau war, und war Leiter des Leibniz-Labors für Angewandte Meeresforschung. 2003 wurde er Professor für Meeresgeologie an der Christian-Albrechts-Universität zu Kiel. Von 2004 bis 2011 war er Direktor des Leibniz-Instituts für Meereswissenschaften (IFM-GEOMAR) und 2012 bis zum Ruhestand 2020 Direktor des GEOMAR Helmholtz-Zentrums für Ozeanforschung Kiel. Er nahm dabei an zahlreichen Expeditionen auf Forschungsschiffen teil, darunter auch am Ocean Drilling Program.
Von 2001 bis 2004 war er Adjunct Professor an der Université Laval in Quebec und 2002 bis 2003 Gastprofessor am Southampton Oceanography Centre.
1993 erhielt er den Victor-Moritz-Goldschmidt-Preis der Deutschen Mineralogischen Gesellschaft und 2000 den Gottfried Wilhelm Leibniz-Preis für Forschung über hydrothermale Quellen in der Tiefsee und damit verbundene Lagerstätten. 1998 wurde er Mitglied der Sächsischen Akademie der Wissenschaften in Leipzig und ist Mitglied der Acatech.
2010 erhielt er den Verdienstorden des Landes Schleswig-Holstein, 2015 das Bundesverdienstkreuz 1. Klasse des Verdienstordens der Bundesrepublik Deutschland und 2021 wurde er in den Ordre de Saint Charles von Monaco aufgenommen.
Von 2004 bis 2007 war er Gründungsvorsitzender des Konsortiums Deutsche Meeresforschung und seit 2005 war er Mitglied des Kuratoriums der Bundesanstalt für Geowissenschaften und Rohstoffe (BGR). Von 2005 bis 2010 war er Senator der DFG und von 2006 bis 2011 im Kuratorium der Alfred Wegener Stiftung. Von 2011 bis 2012 war er im Zukunftsrat Schleswig-Holstein. 2004 wurde er maritimer Koordinator des Landes Schleswig-Holstein und 2007 wurde er maritimer Botschafter der Europäischen Kommission. Von 2005 bis 2006 war er Präsident der International Marine Minerals Society. Von 2007 bis 2011 war er Sprecher der  Sektion "Umweltforschung" und Mitglied des Präsidiums der Leibniz-Gemeinschaft (WGL), von 2015 bis 2017 war er Vizepräsident der Helmholtz-Gemeinschaft Deutscher Forschungszentren.
Er war im Beratungsgremium des National Oceanographic Centre (NOC) in Southampton und des Halifax Marine Research Institute (HMRI).